# Griglia di Cardano
La  griglia di Cardano, o griglia cardanica, è un metodo per la scrittura di messaggi segreti inventato dal matematico italiano Girolamo Cardano nel 1550. Si basa sull'utilizzo di un foglio di carta in cui sono opportunamente ritagliate delle aperture attraverso le quali si scrive il messaggio su un foglio sottostante: rimossa la griglia, si completano le porzioni del messaggio terminando lo scritto inserendo del testo di senso compiuto fino ad ottenere un messaggio all'apparenza normale.

## Storia
Nel 1550 Girolamo Cardano propose un semplice metodo per la scrittura di messaggi segreti basato sull'uso di griglie di carta. Il suo intento era quello di nascondere il testo segreto all'interno di un altro scritto, come ad esempio una normale lettera, così che all'apparenza non potesse essere scambiato per un messaggio cifrato.
Tale metodo sarebbe più correttamente da considerare una forma di steganografia, che è una branca della crittografia, dato che il testo del messaggio viene semplicemente nascosto all'interno di altro testo e non modificato in alcun modo. Ma il nome di Cardano è stato usato anche per indicare delle griglie che non sono quelle inventate da Cardano e che non operano secondo le regole di esse, per cui il termine "griglia di Cardano" è divenuto sinonimo di cifrario a griglia.
Uno degli estimatori ed utilizzatori della griglia di Cardano era il cardinale Richelieu (uomo del XVII secolo), che usava questo metodo sia nella sua corrispondenza privata che in quella diplomatica. Anche il poeta inglese George Gordon Byron, vissuto a cavallo tra il XVIII ed il XIX secolo conosceva le griglie di Cardano tanto da dedicargli un versetto.

## Modo di funzionamento

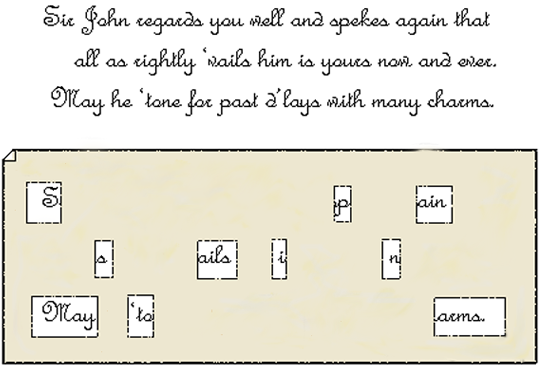
Una griglia di Cardano: da notare che essa non ha un motivo fisso, le finestrelle possono essere inserite in ogni punto del foglio

Una griglia di Cardano è costituita da un foglio di carta spessa, oppure una pergamena o un sottile foglio metallico, possibilmente a righe per facilitare il ritaglio delle caselle, che sono posizionate in maniera arbitraria sul foglio, senza nessuna precisa regola.
Il mittente del messaggio colloca la griglia su un foglio di carta bianco e scrive il suo messaggio attraverso le aperture, inserendo in ogni finestrella una lettera, una sillaba o parole intere, secondo la dimensione delle aperture. Quando ha terminato la scrittura del messaggio, toglie la griglia e completa il messaggio scrivendo del testo qualunque collegato ai frammenti del testo da nascondere. Cardano suggeriva di ripassare il testo tre volte in modo da limare ogni irregolarità che potesse rivelare la presenza delle parole nascoste.
Il destinatario del messaggio doveva essere in possesso di una griglia identica a quella utilizzata dal mittente: per leggere il messaggio non doveva far altro che disporla sul foglio ricevuto e leggere il testo che filtrava dalle aperture. Le griglie potevano venir copiate diverse volte da un modello oppure essere realizzate specificatamente per l'invio di un singolo messaggio.
Le griglie potevano essere collocate secondo quattro versi, con altrettanti motivi risultanti: a faccia in su oppure a faccia in giù, all'insù oppure girate.

I quattro possibili versi di una griglia.

In teoria può risultare difficile costruire un messaggio apparentemente innocente intorno ad un testo nascosto: i messaggi artificiosi insospettiscono ma l'intento della griglia cardanica è proprio quella di creare un messaggio che non desti sospetti. In pratica, però, il compito non era difficile dato che all'epoca di Cardano il linguaggio non era molto standardizzato e lasciava ampi spazi alle contrazioni e agli abbellimenti calligrafici.

## Individuazione dei messaggi
Se eseguito malamente, un messaggio scritto con la griglia cardanica balza subito all'occhio a causa del linguaggio artificioso e forzato e della scrittura irregolare. Un analista può tentare di ricostruire la griglia se trova alcuni esempi di messaggi sospetti provenire da uno stesso mittente.
Se eseguito bene, invece, un tale messaggio può risultare di difficile riconoscimento. Anche se un analista sospetta la presenza di un messaggio nascosto, solo l'ottenimento della relativa griglia può svelare se una innocente lettera contenga del testo nascosto oppure no.

## Svantaggi delle griglie cardaniche
Il metodo è lento nell'applicazione e richiede una certa padronanza della tecnica. Inoltre, qualunque dispositivo cifrante è soggetto allo smarrimento, al furto od al sequestro: perdere una griglia significa perdere tutta la corrispondenza segreta costruita con essa. 
La griglia cardanica, nella sua forma originale, è più di interesse letterario che crittografico. Ad esempio sembra che il controverso manoscritto Voynich, che si fa risalire al XVI secolo, potrebbe essere un falso testo cifrato costruito con una griglia cardanica che è stata utilizzata per generare pseudo-casualmente del testo senza senso da uno preesistente.